# همام التبريزي
همام التبريزي وهو عالم وشاعر، من أهل تبريز.
هو همام الدين محمد بن علائي التبريزي، المشتهر بهمام. ولد ونشأ بمدينة تبريز وتتلمذ على الخواجة نصير الدين الطوسي. عاصر الشاعر سعدي الشيرازي والأتابك أبو بكر بن سعدي ابن زنگي.

## وفاته
توفي في تبريز في الخامس والعشرين من صفر سنة 714 هـ، وقيل سنة 713 هـ.

## آثاره
من آثاره: منظومة «صحبت نامه» و ديوان شعر.